# Église évangélique congrégationnelle du Brésil
L'Igreja Evangélica Congregacional do Brasil (IECB - Église évangélique congrégationnelle du Brésil) est une église de tradition puritaine organisée au Brésil en 1942. Elle est membre de l'Aipral.

## Historique
L'IECB est issu des efforts missionnaires de l'ABCFM à partir de 1855 au Brésil. En 1916, une première union d'églises est créée. En 1942, elle prend son autonomie vis-à-vis des nord-américains.